# Різдво Богородиці (Гірландайо)
«Різдво Богородиці» (італ. Nascita della vergine) — уславлена фреска, котру створив флорентійський художник Доменіко Гірландайо (1449—1494) в церкві Санта-Марія-Новелла, в каплиці Торнабуоні у Флоренції.

## Передісторія
Замовником був Джованні Торнабуоні, флорентійський банкір. Привід — з його сестрою Лукрецією пошлюбився П'єро Медічі, представник впливової і багатої флорентійської родини. Привід для Джованні Торнабуоні був таким значущим, що він наказав здерти фрески в каплиці, котрі були на цьому місці, виконані на замову родини Річчі. Фінансовий стан родини Річчі не дозволяв ні зберегти попередні фрески, ні стати замовниками художника Доменіко Гірляндайо. Фреска «Різдво Богородиці» була лише частиною циклу в каплиці. Гірляндайо створив цикл у період 1485-1496 років. З контракту на працю відомо, що художник отримав за стінописи одну тисячу (1000) золотих флоринів.

## Сюжет
Сюжет взято не з канонічної біблії, а з апокрифу, псевдоєвангелія Якова. Згідно псевдоєвангелія подружжя Йоакима і Анни не мало дітей впродовж 20 років. Справі зарадили піст Йоакима, молитви Анни. Вагітність була дивом ангела, а не за рахунок статевого життя. Анна, слабка після плогів, запитала, кого народила. Їй відповіли, що народилась дівчинка. Вона і стане в майбутньому Богородицею.

## Трактування художника

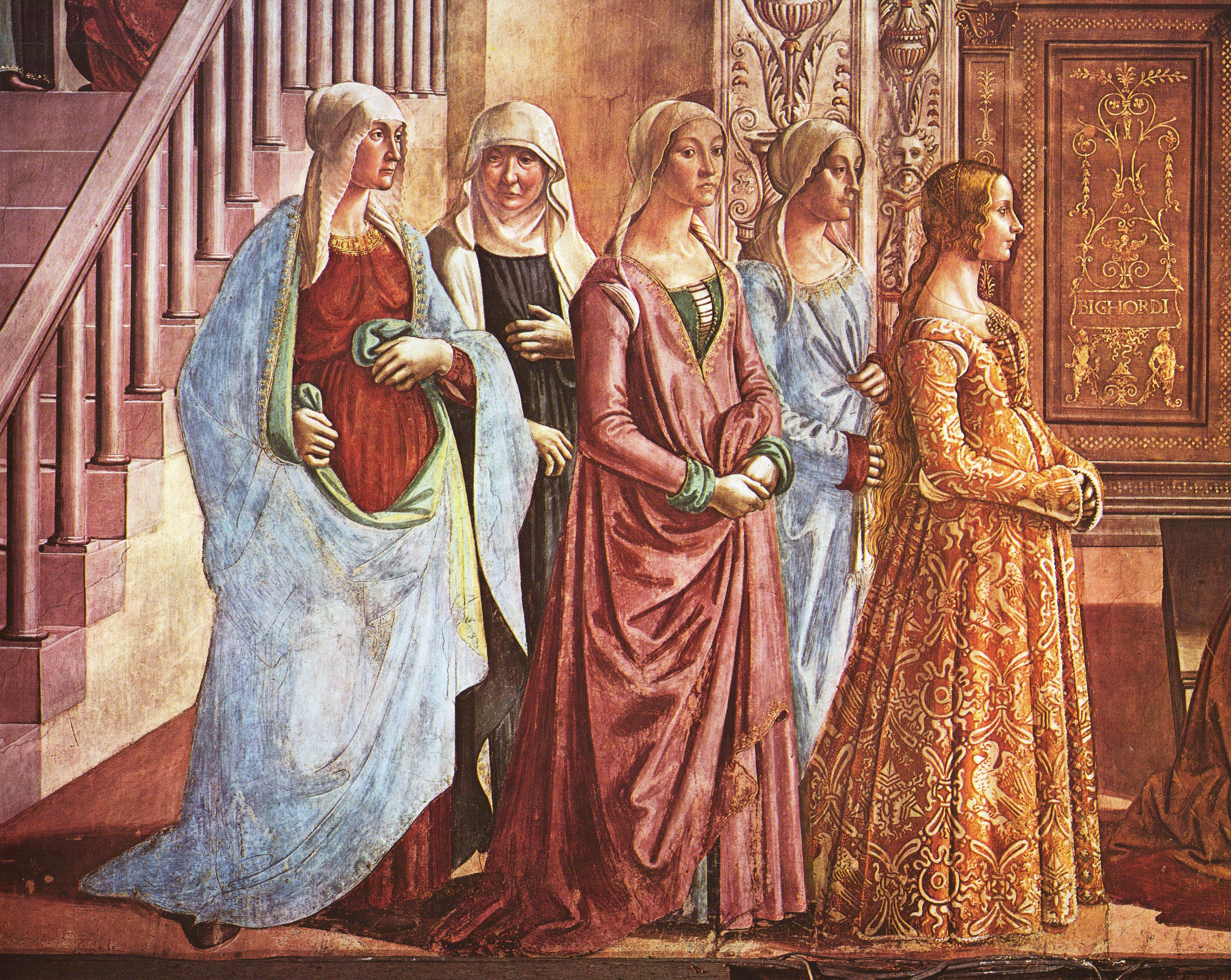
Фрагмент фрески з підписом художника

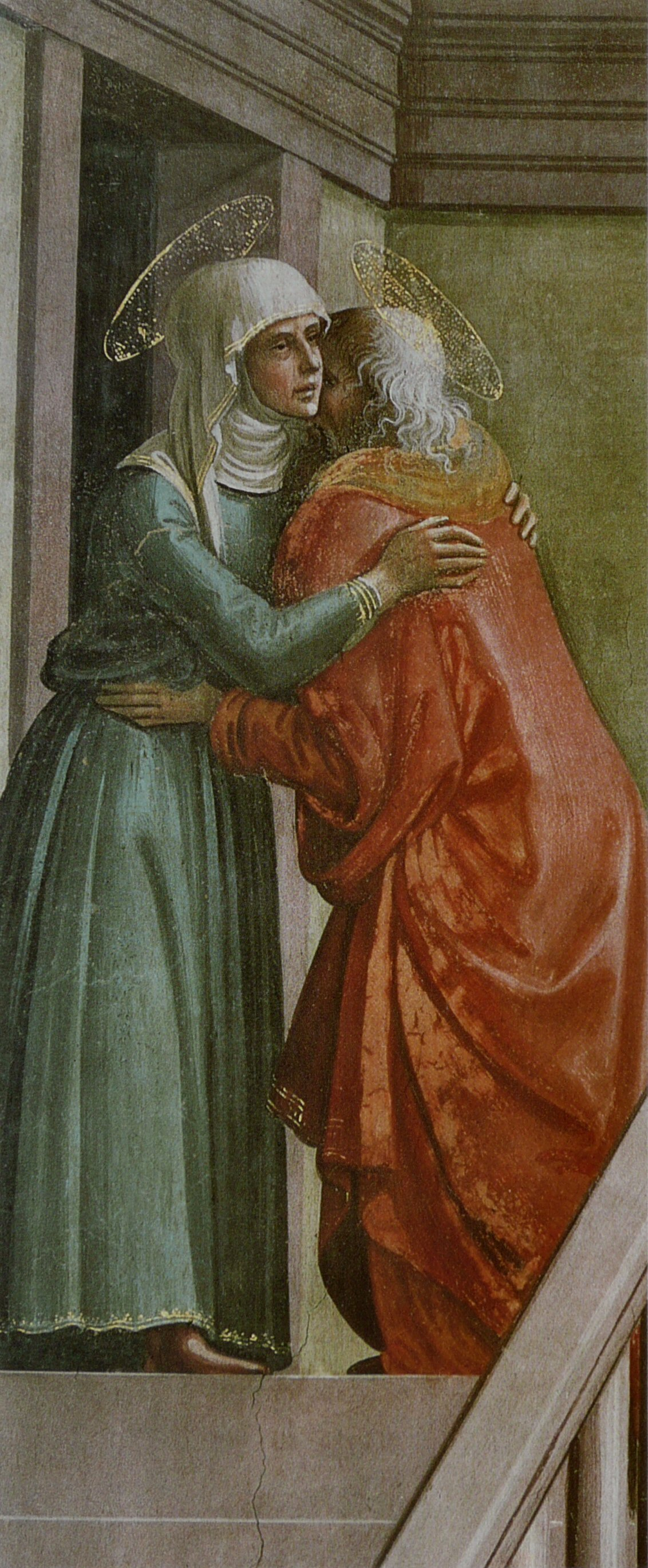

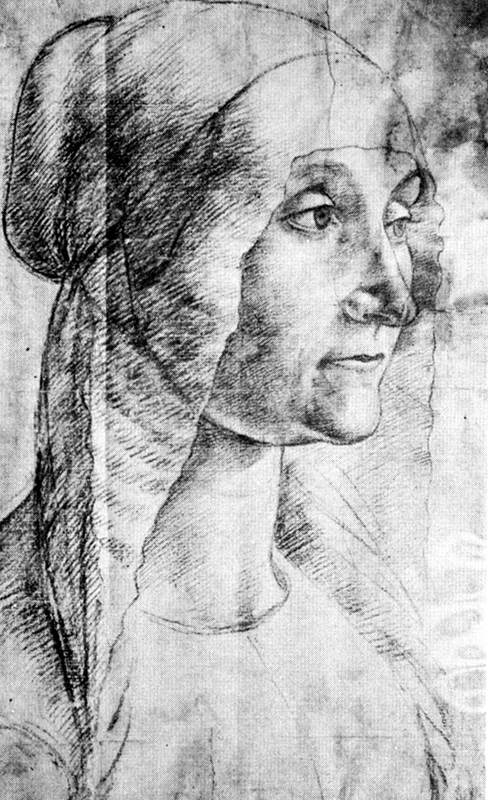

Не все зрозуміло на компзиції роботи Гірляндайо. У куті композиції ліворуч він подав якусь сцену привітання двох осіб, чоловіка і жінки. ЇЇ трактують як натяк на перший сюжет протоєвангелія, на зустріч Йоакима і Анни у Золотих воріт. Художник переніс цю зустріч на маленький майданчик, куди ведуть сходинки. Додатковим свідоцтвом того, що вони мають відношення до Богородиці, є німби над їх головами.
Породіллю подано на розкішному ліжку. Служниця готує ванну для новонародженої. Всі події відбуваються у вигаданому інтер'єрі, насиченому декором в стилі відродження. Звідси дерев'яні панелі з орнаментами, рельєфи з іграми путті, портал коридора з напівциркульним склепінням в глибині сцени
Привітати Анну прийшли п'ять жінок, що подані в центрі композиції. Очолює групу молода дівчина в розкішних шатах і з непокритою головою як у тодішніх неодружених дівчат. Це портрет Людовики Торнабуоні, доньки замовника фрески. У цезурі між фігурами художник подав орнамент зі стулкою, поле котрої має напис «BIGORDI». Так художник, прізвище котрого і було «Бігорді», приховав власний підпис на картині.
Гірляндайо робив підготовчі замальовки майбутніх композицій. Випадково збережений і перший начерк композиції до «Різдва Богородиці» (Британський музей, Лондон). Художник старанно відтворив інтер'єр вигаданого приміщення з усіма пілястрами, сходинками і порталом коридора з напівциркульним склепінням. Але в малюнку помітно менше персонажів. В закінченому варіанті в каплиці Торнабуоні група жінок вийшла спокійною і урочистою на відміну він малюнка-начерка. Використав художник і натурні портрети флорентійських жінок, один з котрих теж потрапив пізніше до приватної збірки в Британії. Малюнок її обліччя має самостійну художню вартість, настільки переконливо передано в ньому індивідуальні риси жінки середнього віку.